# Ruy Blas
Pour les articles homonymes, voir Ruy Blas (homonymie) et Blas.
Ruy Blas est une pièce de théâtre en cinq actes écrite par Victor Hugo et créée en 1838 à Paris.

## Trame

### Personnages

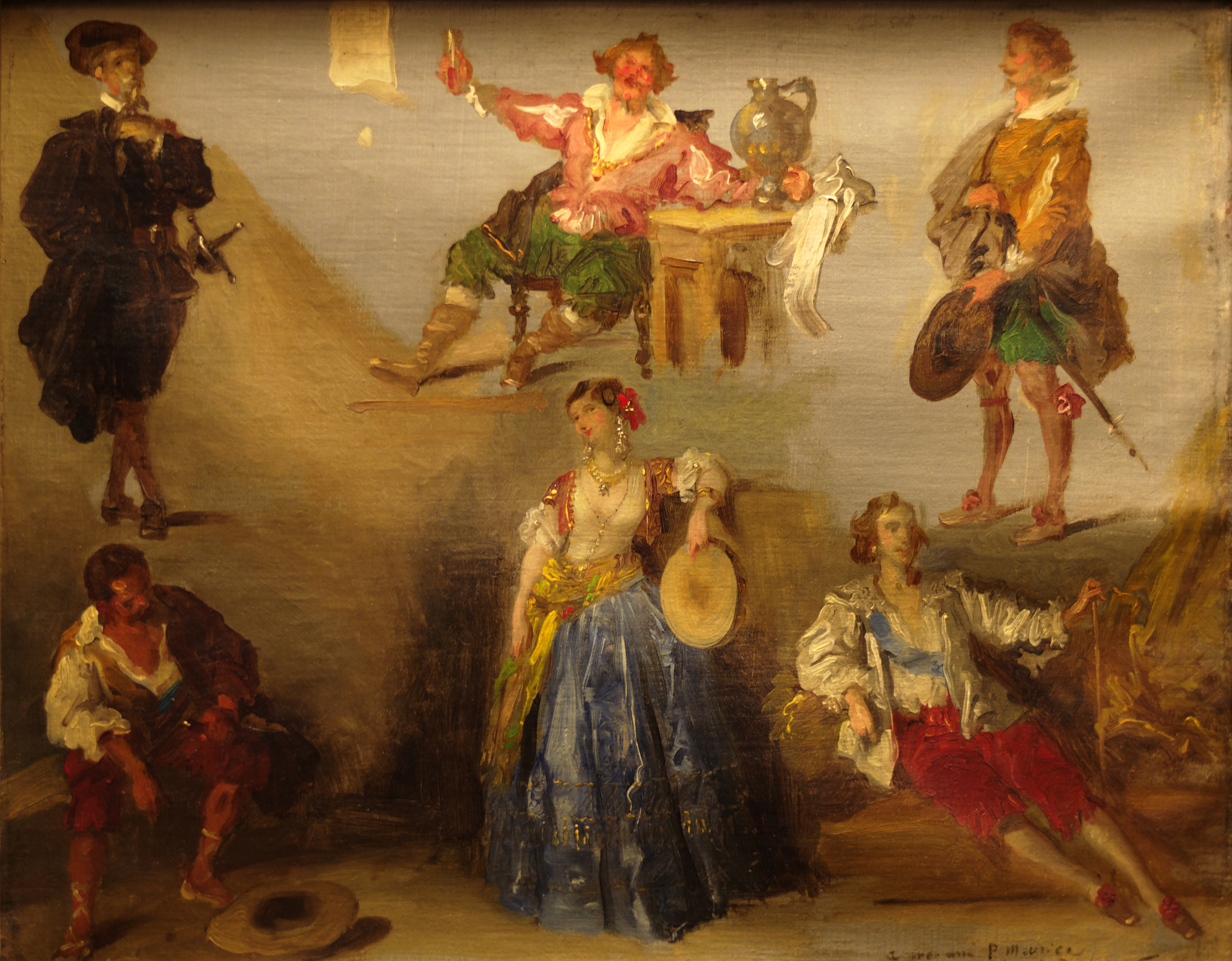
Six personnages de Victor Hugo par Louis Boulanger,
Musée des Beaux-Arts de Dijon.
don Ruy Gomez - don César de Bazan - don Salluste
Hernani - Esméralda - Saverny

- Ruy Blas : valet de don Salluste, qui prend le nom de don César.
- Don Salluste, marquis de Finlas : Personnage sombre, peu scrupuleux et très attaché à son honneur, il cherche à se venger de la reine.
- Don César de Bazan, comte de Garofa : cousin de don Salluste, et parfaite antithèse de ce dernier : ancien noble qui a perdu son argent, il vit simplement et sans se soucier d'argent, etc.
- Don Guritan: comte d'Oñate, vieil homme amoureux de la reine
- doña María de Neubourg : reine d'Espagne
- Le comte de Camporeal
- Le marquis de Santa-Cruz
- Le marquis del Basto
- Le comte d'Albe
- Le marquis de Priego
- don Manuel Arias
- Montazgo
- don Antonio Ubilla
- Covadenga
- Gudiel
- La duchesse d'Albuquerque : Camerera Mayor
- Casilda : suivante de la reine
- Une duègne
- Un laquais, un alcade, alguazils, pages, dames, seigneurs, conseillers privés, duègnes, gardes, huissiers de chambre et de cour

### Intrigue
Ruy Blas est un drame romantique écrit par Victor Hugo, en cinq actes, et en vers (alexandrins) où des personnages tentent vainement d’échapper au destin fatal auquel ils sont soumis. L'action se déroule dans l'Espagne de la fin du XVIIe siècle, sur plusieurs mois. Le héros de ce drame romantique, Ruy Blas, déploie son intelligence et son éloquence, autant pour dénoncer et humilier une oligarchie accapareuse des biens de l'État que pour se montrer digne d'aimer la reine d'Espagne. Mais cette voix du peuple, éprise de justice, éclairée par l'amour, est prisonnière d'une livrée de valet et d'un maître attaché à perdre la réputation de la reine en lui donnant « son laquais pour amant ».

#### ActeI- Don Salluste
Un grand d'Espagne, don Salluste de Bazan, disgracié par la reine pour avoir séduit et refusé d'épouser une de ses filles d'honneur, veut se venger. Comme son cousin, don César de Bazan, noble dévoyé sous le nom de Zafari mais resté chevaleresque, refuse de l'aider (scène 2), il le fait enlever et lui substitue Ruy Blas, son valet, qui vient de se révéler à ses yeux ancien compagnon de misère du bohème Zafari. Cet homme du peuple, intelligent et rêveur, aime la reine en secret. Don Salluste, caché derrière la porte, vient d'apprendre ce secret, qu'il découvrait à son vieil ami Zafari (scène 3). Il décide de l'utiliser à son profit : quand don Salluste l'engage à se faire aimer de la reine, Ruy Blas n'a pas la force de refuser (scène 4).

#### ActeII- La reine d'Espagne

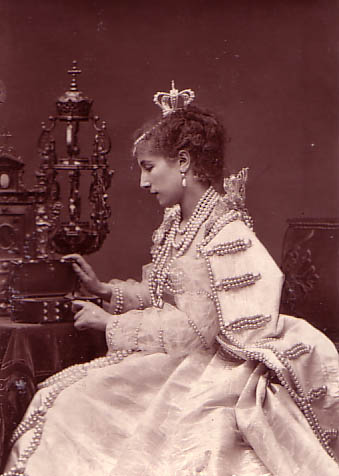
Sarah Bernhardt dans le rôle de la reine d'Espagne en 1872.

La jeune femme du roi Charles II s'ennuie, loin de son Allemagne natale. Le formalisme de l'étiquette, l'indifférence d'un mari obsédé de chasse et déjà vieux à trente ans lui pèsent (scène 1). Or, sur un banc du parc, chaque jour, un inconnu dépose un bouquet de ses fleurs préférées, et il vient d'y laisser une lettre (scène 2). Elle a l'émotion d'identifier l'épistolier en la personne de « don César » (Ruy Blas), qui lui apporte, de la part du roi, un laconique billet de chasse. Le trouble de Ruy Blas devant son idole enfin approchée va jusqu'à la syncope (scène 3). Grâce à la lettre apportée et à une blessure à la main, elle reconnaît Ruy Blas comme étant son adorateur secret. Don Guritan, amoureux lui aussi de la reine et inquiet de l'idylle naissante, provoque Ruy Blas en duel. La reine, pour sauver son jeune adorateur envoie le vieux soupirant porter une cassette à son père, l'électeur de Neubourg.

#### ActeIII- Ruy Blas
Devenu Premier ministre par la faveur de la reine, Ruy Blas veut faire réagir ses collègues qu'il surprend en train de piller l'État (scène 2) et les interpelle dans la fameuse tirade du « Bon appétit Messieurs » provoquant la démission de deux d'entre eux. Il mérite ainsi l'aveu d'amour et le baiser de sa souveraine (scène 3). Mais tandis qu'il remercie Dieu de son bonheur (scène 4), don Salluste vient lui rappeler sa condition et son rôle ; Ruy Blas comprend que don Salluste a monté toute cette machination pour exercer la plus cruelle des vengeances sur la reine.

#### ActeIV- Don César
Ruy Blas est en état de choc, il ne comprend pas très bien le stratagème de don Salluste. Il pense cependant à protéger la reine à laquelle il fait envoyer par un billet l'ordre de ne pas sortir. Il sort de scène et va prier. Retour en scène du vrai don César, déguisé en Zafari, qui se réfugie par hasard dans le logis de Ruy Blas. Il est habillé de haillons et revêt un beau manteau trouvé (déguisement donné à Ruy Blas par Salluste). Un laquais lui apporte mystérieusement une sacoche pleine d’argent. Cet argent est en fait destiné à Ruy Blas (le faux don César). Une duègne particulièrement baroque et truculente vient lui confirmer le rendez-vous avec la reine. Ce rendez-vous a en fait été organisé par don Salluste. Don Guritan surgit avec deux épées en vue de son duel différé avec Ruy Blas. Don César le tue. Arrive don Salluste. Don César lui apprend qu’il a tué don Guritan et qu’il a rendez-vous avec la reine. Voyant ses plans compromis, don Salluste réussit à faire arrêter don César en le faisant passer pour le célèbre voleur Matalobos.

#### ActeV- Le tigre et le lion
Ruy Blas a perdu sa confiance, et veut se suicider par empoisonnement. Il craint les ruses de don Salluste qui veut se venger de la reine. La reine qu'il n'attend pas (mais qui viendra par un billet adressé par don Salluste) vient le voir. Salluste, ayant organisé le rendez-vous, vient surprendre les deux amants. Il propose un marché à la reine : ou bien elle dévoile publiquement sa liaison avec celui qu'elle prend pour don César, ou bien elle signe une lettre adressée au roi par laquelle elle renonce à son mariage et à la couronne. Ruy Blas, poussé à bout, révèle alors sa vraie identité à la reine, humilie Salluste et le tue avec sa propre épée. Dans un premier temps, la reine ne peut pas accepter cet amour puis, lorsqu'elle se rend compte que Ruy Blas est en train de s'empoisonner, elle le reconnaît sous le nom de Ruy Blas et lui pardonne. Mais Ruy Blas, ayant avalé la fiole de poison, meurt à genoux dans les bras de la reine.

## Création et accueil

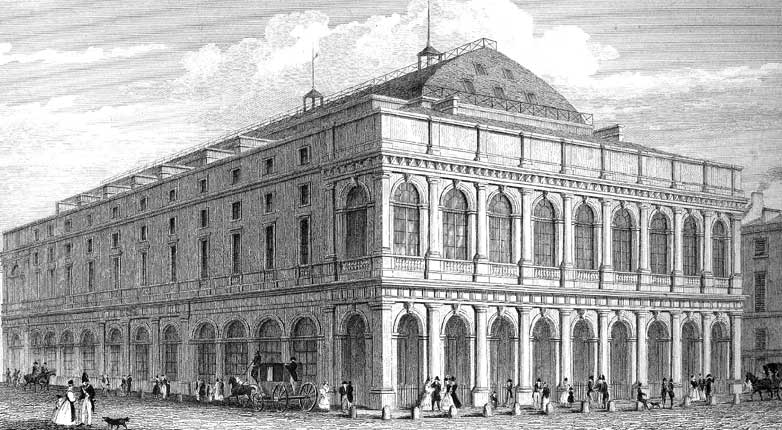
Salle Ventadour où eut lieu la première représentation de Ruy Blas en 1838.

Publiée en 1838, l'œuvre parachève l'appartenance de Victor Hugo au mouvement romantique. Elle a été représentée pour la première fois le 8 novembre 1838 par la compagnie du théâtre de la Renaissance dans la salle Ventadour. La pièce a reçu un accueil critique des milieux conservateurs qui y voyaient une mise en cause du gouvernement de Louis-Philippe.
Balzac envoya à Madame Hanska ce commentaire : « Ruy Blas est une énorme bêtise, une infamie en vers. Jamais l’odieux et l’absurde n’ont dansé de sarabande plus dévergondée. Il a retranché ces deux horribles vers : … Affreuse compagnonne/Dont la barbe fleurit et dont le nez trognonne. Mais ils ont été dits pendant deux représentations. Je n’y suis pas encore allé : je n’irai probablement pas. À la quatrième représentation, où le public est arrivé, on a sifflé d’importance » Sainte-Beuve, quant à lui, écrit : « Je n'ai pas vu Ruy Blas, ni ne le verrai, ni ne le lirai. » Gustave Planche va dans le même sens : « il y a un abîme entre le style d’Hernani et le style de Ruy-Blas. Non-seulement le souffle lyrique d’Hernani n’anime aucun des personnages de Ruy-Blas […] mais la langue de Ruy-Blas n’est plus la langue d’Hernani. L’auteur fouille dans le vocabulaire comme dans la roue d’une loterie. Les mots ne lui coûtent rien, et il les entasse avec une profusion sans exemple. Il fait de la verbosité la première loi du style. Il réduit à néant l’analogie des images, qu’il avait si heureusement respectée dans ses premiers ouvrages dramatiques. »

## Distribution lors de la création de la pièce
Le 8 novembre 1838, Ruy Blas fut interprété par la troupe du théâtre de la Renaissance, dans la salle Ventadour, par les acteurs suivants :
- Ruy Blas : M. Frédérick Lemaître
- Don Salluste de Bazan : M. Alexandre Mauzin
- Don César de Bazan : M. Saint-Firmin
- Don Guritan : M. Féréol
- Le Comte de Camporeal : M. Montdidier
- Le Marquis de Santa Cruz : M. Hiellard
- Le Marquis del Basto : M. Fresne
- Le Comte d'Albe : M. Gustave.
- Le Marquis de Priego : M. Amable
- Don Manuel Arias : M. Hector
- Montazgo : M. Julien
- Don Antonio Ubilla : M. Felgines
- Gudiel : M. Alfred
- Covadenga : M. Victor
- Un Laquais : M. Henry
- Un Alcade : M. Beaulieu
- Un huissier : M. Zelger
- Un Alguazil : M. Adrien
- Doña Maria de Neubourg, reine d'Espagne : Mme L. Beaudouin
- La Duchesse d'Albuquerque : Mme Moutin
- Casilda : Mme Mareuil
- Une Duegne : Mme Louis
- Un Page : Mme Courtois

## Mises en scène notables
La pièce est reprise en 1841 (soit 3 ans après sa première interprétation), toujours avec Frédérick Lemaître dans le rôle de Ruy Blas. Sous le Second Empire, la pièce est interdite, et il faut attendre 1872 pour une nouvelle représentation, où Sarah Bernhardt accapare la vedette dans le rôle de la reine. En 1879, la pièce entre à la Comédie-Française. Depuis cette date, la pièce a été représentée plus d'un millier de fois.
- 1954, au Théâtre national populaire, mise en scène de Jean Vilar, avec Gérard Philipe dans le rôle de Ruy Blas[8] ;
- 1960-1971, à la Comédie-Française, mise en scène de Raymond Rouleau. Cette mise en scène connait une adaptation télévisée éditée par l’INA en 2018.
- 1961-1963, au Théâtre de l'Alliance française et au Festival de Saint-Malo, mise en scène de Jean Darnel ;
- 1992, au Théâtre des Bouffes du Nord, mise en scène de Georges Wilson, avec Lambert Wilson dans le rôle de Ruy Blas et Jean-Claude Drouot dans celui de don Salluste ;
- 2011, pour la réouverture du Théâtre national populaire de Villeurbanne, mise en scène de Christian Schiaretti, avec Nicolas Gonzales dans le rôle de Ruy Blas et Robin Renucci dans celui de don Salluste[9].
- 2015 : au Théâtre de Ménilmontant, mise en scène de Christian Pelissier, avec Hélie Chomiac dans le rôle de Ruy Blas
- 2019 : au Château de Grignan, à l'occasion des fêtes nocturnes, mise en scène de Yves Beaunesne, avec François Deblock dans le rôle de Ruy Blas.
- 2023 : au théâtre Marigny, mise en scène Jacques Weber, avec Jacques Weber, Kad Merad, Stéphane Caillard, Basile Larie dans le rôle de Ruy Blas, Jean-Paul Muel…

## Postérité
Ruy Blas a inspiré des compositeurs et connu plusieurs adaptations, voire parodies, sous le même titre ou sous un titre différent, au théâtre, à l'opéra, au cinéma ou à la télévision : 
- 1839 : Ruy Blas, ouverture de Felix Mendelssohn.
- 1866, adaptation burlesque anglaise, Ruy Blas de William S. Gilbert (1866).
- 1869 : Ruy Blas, opéra de Filippo Marchetti sur un livret de Carlo d'Ormeville.
- 1889,  adaptation burlesque anglaise, Ruy Blas and the Blasé Roué (1889, livret de Frederick Hobson Leslie (en) et Herbert F. Clark, musique de Meyer Lutz).
- 1909 : Ruy Blas réalisé par J. Stuart Blackton.
- 1938 : Ruy Blas 38, pièce de théâtre de Pierre Chaine[11].
- 1947 : Ruy Blas réalisé par Pierre Billon, scénario de Jean Cocteau, avec Jean Marais, Danielle Darrieux et Marcel Herrand.
- 1965 : Ruy Blas, adaptation télévisée réalisée par Claude Barma, avec Jean Topart dans le rôle de don Salluste.
- 1971 : La Folie des grandeurs, comédie réalisée par Gérard Oury, scénario de Danièle Thompson, avec Yves Montand, Louis de Funès et Alice Sapritch.
- 1971 : Ruy Blas une représentation en studio pour la 2e chaîne, avec les Comédiens Français ; mise en scène et réalisation de Raymond Rouleau avec Jean Piat dans le rôle de don César.
- 2002 : Ruy Blas, téléfilm de Jacques Weber, avec Xavier Gallais, Carole Bouquet, Gérard Depardieu, et Jacques Weber.

Le personnage de don César de Bazan a quant à lui donné naissance, à partir de la pièce écrite par Dumanoir et Adolphe d'Ennery pour Frédérick Lemaître (1844), à d'autres œuvres dans des genres aussi variés comme Maritana, opéra de William Vincent Wallace (1845) ou don César de Bazan, opéra-comique de Jules Massenet (1872) et à de nombreux films ou téléfilms.
Dans le morceau Un cri court dans la nuit du groupe IAM, il est répété plusieurs fois : 
« La nuit on assassine et chacun crie: à l'aide.»
Vers extrait de la deuxième scène du troisième acte.